# Timpton

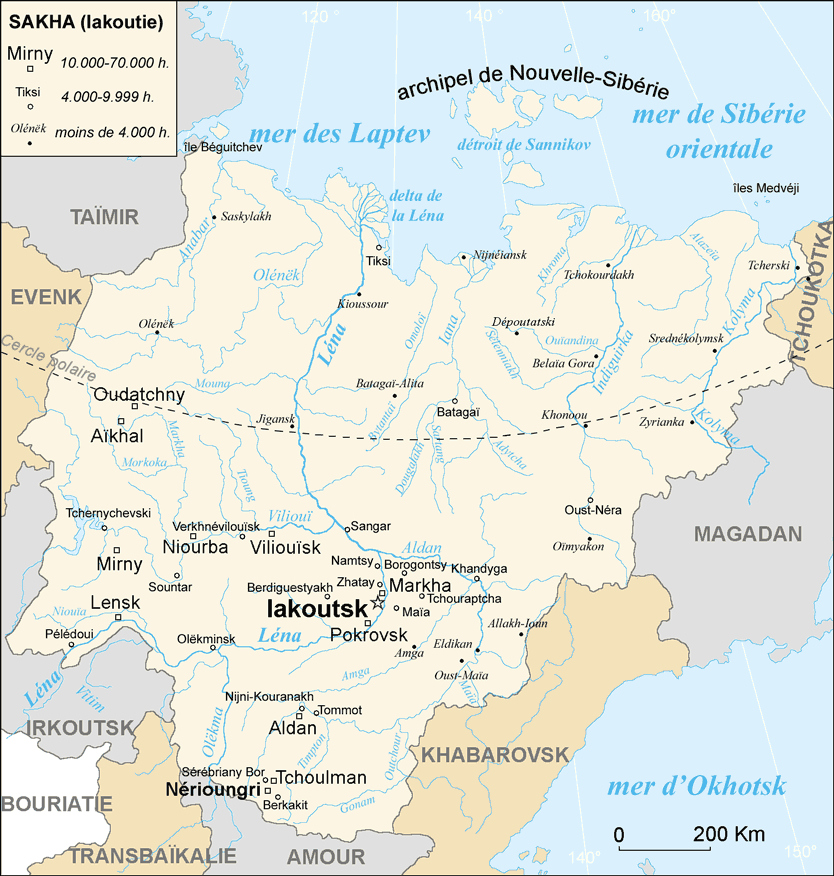
Situation du cours de la Timpton au sud de la république autonome du Sakha

La Timpton (en russe : Тимптон - en iakoute : Төмтөөн (se prononce Tømtøøn)) est une rivière de Russie, longue de 644 km, affluent droit de l'Aldan (affluent de la Léna), qui coule en Sibérie orientale. 

## Géographie
La Timpton prend sa source dans les monts Stanovoï à la limite sud-est de la République de Sakha (Iakoutie) et traverse le plateau de l'Aldan du sud au nord pour rejoindre l'Aldan.
Le bassin versant a une superficie de 44 400 km2. Le débit moyen est de 540 m3/s.  
Les eaux de la Timpton sont prises par les glaces depuis la mi-octobre jusqu'à la mi-mai.

## Localités traversées
Il y a peu d'établissements humains sur les rives de la Timpton. 
Dans son bassin, en bordure du Tchoulman, il faut citer les villes de Nerioungri (centre houiller peuplé de 64 000 habitants en 2008) et de Tchoulman, qui tous deux sont des centres urbains d'une certaine importance.
La ville de Nerioungri est reliée par la ligne ferroviaire de l'AIAM au BAM et au Transsibérien.

## Affluents
Les principaux affluents de la Timpton sont :
- En rive droite :
  - le Nelguiouou (Нельгюу) (164 km)
  - le Seïmdje (Сеймдже) (142)
  - le Djeltoulakh (Джелтулах) (152)
- En rive gauche :
  - l'Iengra (Иенгра) (148)
  - le Tchoulman (Чульман) (166)
  - le Khatymy (Хатымы) (218)
  - le Bolchoï Yllymakh (Большой Ыллымах) (150)

## Hydrométrie - Les débits mensuels à Oust-Timpton
La Timpton est un cours d'eau très abondant. Son débit a été observé pendant 47 ans (entre 1952 et 1999) à Oust-Timpton, localité située à 20 kilomètres de son embouchure dans l'Aldan . 
Le débit inter annuel moyen ou module observé à Oust-Timpton sur cette période était de 532 m3/s pour une surface de drainage de 43 700 km2, soit 98 % ou la presque totalité du bassin versant de la rivière.
La lame d'eau écoulée dans ce bassin versant se monte ainsi à 384 millimètres par an, ce qui doit être considéré comme élevé pour la Sibérie et le bassin de la Léna. 
Rivière alimentée en partie par les pluies d'été et aussi par la fonte des neiges, la Timpton est un cours d'eau de régime nivo-pluvial qui présente deux saisons bien différenciées. 
Les hautes eaux se déroulent de la fin du printemps au début de l'automne, du mois de mai au mois de septembre inclus, avec un sommet très net en mai-juin qui correspond au dégel et à la fonte des neiges. Le bassin bénéficie de bonnes précipitations en toutes saisons, particulièrement sur les hauts sommets des monts Stanovoï. Elles tombent sous forme de pluie en été, ce qui explique que le débit de juillet à septembre-octobre soit abondant. En octobre, le débit de la rivière baisse fortement, ce qui mène à la période des basses eaux, liée au gel intense du rigoureux hiver est-sibérien. Cette saison, d'une durée de plus ou moins six mois, a lieu d'octobre à début mai et correspond aux importantes gelées qui s'étendent sur toute la région. 
Le débit moyen mensuel observé en mars (minimum d'étiage) est de 7,11 m3/s, soit moins de 0,5 % du débit moyen du mois de juin (1 765 m3/s), ce qui souligne l'amplitude extrêmement élevée des variations saisonnières. Sur la durée d'observation de 47 ans, le débit mensuel minimal a été de 1,17 m3/s en mars 1964, tandis que le débit mensuel maximal s'élevait à 3 390 m3/s en juin 1970. 
En ce qui concerne la période estivale, la seule utile car libre de glaces (de mai à septembre inclus), le débit mensuel minimum observé a été de 218 m3/s en août 1969.

## Équipement hydroélectrique
Un projet de construction d'une centrale hydro-électrique d'une puissance de 1 300 MW est à l'étude(Южно-Якутский гидроэнергетический комплекс - Complexe hydroénergétique sud-yakoute). L'électricité produite serait destinée principalement à faire  fonctionner l'oléoduc Sibérie Orientale - Océan Pacifique en cours de construction et d'électrifier la Magistrale Amour-Iakoutie (ligne ferroviaire).
Début 2009, la China Development Bank de Chine ayant fait un prêt de quelque 25 milliards d'US$ à la société russe d'exportation Rosneft et à la compagnie de transport pétrolier 
Transneft, pour la construction de l'oléoduc, les travaux devraient rapidement se développer.